# Lucio Octavio Craso
Lucio Octavio Craso (en latín Lucius Octavius Crassus) fue un senador romano que desarrolló su cursus honorum entre el último cuarto del siglo I y el primer cuarto del siglo II, bajo los imperios de Domiciano, Nerva y Trajano.

## Orígenes y carrera
Descendiente de una familia de la aristocracia local de Verona (Italia), su único cargo conocido fue el de consul suffectus entre septiembre y diciembre 111, bajo Trajano.